# De Hoekpoort
De Hoekpoort is een voormalig protestants kerkgebouw in de tot de Noord-Brabantse gemeente Moerdijk behorende plaats Klundert. De kerk is gelegen aan de Schanspoort 8.

## Geschiedenis
Deze kerk is gebouwd voor de Christelijke Gereformeerde gemeente. Deze gemeente werd opgericht in 1927 en had omstreeks 1970 enkele honderden leden. Daarna echter nam het aantal leden van deze streekgemeente af tot enkele tientallen, vooral als gevolg van vergrijzing. 
In 2011 werd een laatste dienst gehouden en werd de gemeente opgeheven. De kerk sloot hierop haar deuren. Het gebouw kreeg een nieuwe bestemming als woonhuis en bedrijfsruimte.

## Gebouw
Het kerkje werd gebouwd in 1955 naar ontwerp van C. de Rooy. Het is een bakstenen kerkje onder zadeldak met een klokkengeveltje boven de voorgevel en een betonnen luifel boven de ingang. De vensters zijn rechthoekig waardoor het kerkje oogt als een schoolgebouw.